# Тереза Міхалак
Тереза Міхалак (нім. Theresa Michalak, 7 травня 1992) — німецька плавчиня.
Учасниця Олімпійських Ігор 2012 року.
Чемпіонка Європи з плавання на короткій воді 2011 року, призерка 2010 року.

## Особисте життя
У січні 2015 року Міхалак оголосила, що перебуває у стосунках з жінкою.